# Anisocentropus fulgidus
Anisocentropus fulgidus là một loài Trichoptera trong họ Calamoceratidae. Chúng phân bố ở miền Australasia.